# Porcellionides myrmecophilus
Porcellionides myrmecophilus là một loài chân đều trong họ Porcellionidae. Loài này được Stein miêu tả khoa học năm 1859.